# Myrtleford
Myrtleford est une ville du Comté alpin dans le nord-est du Victoria en Australie.